# Grand Temple de Rădăuți
Le Grand Temple de Rădăuți (en roumain: Templul Mare din Rădăuți) est une synagogue de la ville de Rădăuți, du Județ de Suceava en Bucovine (Roumanie). Construit en 1883 (ou, selon certaines sources considérées comme peu fiables, en 1879), il est situé 2 rue du 1er mai, au centre de la ville.
Le Grand Temple de Rădăuți est inscrit, depuis 2004, sur la liste des monuments historiques du Suceava sous la référence SW-II-mB-05599.

## Communauté juive de Rădăuți

### Situation des Juifs sous le régime autrichien
Les premiers Juifs arrivent à Rădăuţi (appelée officiellement Radautz) vers la fin du XVIIIe siècle, en provenance de Galicie principalement, mais aussi de Bucovine, par exemple de Sereth, Storojynets, Czernowitz, Suceava (Sotschen), de Mihăileni (Botoșani) ou Gura Humorului. Le marchand Iossel Reichnenberg, le premier Juif dont on a la trace, s'installe à Radautz en 1796. Le registre des impôts de 1807 atteste l'existence de trois familles juives.
Les autorités autrichiennes ont dans un premier temps encouragé l'installation de familles juives à Radautz, mais en 1816, le comte de Hardegg, émissaire spécial de la cour impériale, arrive en Herghelia Rădăuți et ordonne l'expulsion des Juifs de la ville. Mais l'ordre n'est pas appliqué et le nombre de Juifs continue à progresser. En 1821, s'ouvre la première auberge juive, et en 1830, la première synagogue est inaugurée, ainsi qu'un cimetière juif.
En 1852, Radautz est élevé au statut de ville, et la constitution de 1867 accorde aux citoyens juifs le statut dualiste austro-hongrois.
La communauté juive occupe une place très importante dans l'activité économique et sociale de la ville. En 1860, sur une population totale de 11 162 habitants, on compte 3 452 Juifs, soit 30,9 pour cent de la population. En 1888, la communauté compte 523 familles, avec un grand temple, huit synagogues et six écoles officielles. 5 940 Juifs vivent à Radautz en 1910, 5 256 Allemands et 4 456 Roumains.

### L'entre-deux-guerres
Après la Première Guerre mondiale, les Allemands émigrent en Allemagne et en Autriche, ainsi qu'une minorité de Juifs. Les Juifs restants contribuent au développement de la ville, et certains sont membres du conseil municipal. La communauté s'agrandit. Au cours de cette période de l'entre-deux-guerres, s'ouvrent un séminaire d'hébreu (cours de 1919 à 1926) et une école juive qui comprend une école maternelle et des classes pour les adultes. Pour les Juifs nécessiteux sont mis en place en 1925 une maison de repos de 40 lits, ainsi qu'un réfectoire offrant des repas gratuits à plus de cent personnes. En 1930, selon les données fournies par le recensement officiel, 5 647 Juifs résident dans la ville, soit 33,6 pour cent de la population totale.
Arrivé au pouvoir en 1937, le gouvernement d'Octavian Goga promulgue une série de lois antisémites  entraînant  brimades et persécutions contre les Juifs: ceux-ci sont battus dans la rue, les magasins juifs sont forcés d'ouvrir le chabbat, etc. En juin 1940, le gouvernement de Ion Gigurtu adopte de nouvelles lois confisquant les biens des Juifs, ordonnant  leur expulsion de la fonction publique, chassant les enfants juifs des écoles publiques et interdisant aux médecins d'origine juive de traiter des personnes d'une "autre ethnie".

### La guerre et l'émigration des Juifs après la guerre
Fin 1940, Rădăuți compte 9 330 Roumains, 2 989 Juifs et 148 Allemands. À la suite des persécutions, de nombreux Juifs des villages alentour vont s'installer en ville. En août 1941, 2 000 Juifs de Siret sont transférés à Rădăuți. Le 11 octobre 1941, 4 763 Juifs de Rădăuți, soit 35,2 pour cent de la population, ainsi que la totalité des réfugiés juifs provenant des territoires cédés à l'URSS, sont arrêtés et déportés en Transnistrie. D'après les registres de 1942, il ne reste plus que 62 Juifs en ville. Les deux jours suivants, quelque 10 000 Juifs sont entassés dans des wagons à bestiaux et transportés dans des camps à Berchad, Obodovka, Tibulovca et Balta. Beaucoup vont mourir en route ou dans les camps.
En 1945, quelque 1 500 survivants de la Shoah commencent à retourner en ville dont des déportés de Bucovine du nord et de Bessarabie, jusqu'à la fin de 1946, quand l'Union soviétique décide de fermer ses frontières. Les Juifs de retour retrouvent les synagogues transformées en entrepôt ou en écuries, tandis que les rouleaux de Torah ont disparu, recyclés pour faire entre autres des tambours ou des sandales.
Le nombre de Juifs augmente de nouveau après la guerre pour atteindre près de 6 000 en 1947, mais nombreux sont ceux qui  désirent quitter la ville et émigrer vers la  Palestine. À partir de l'automne 1950 et jusqu'à avril 1951, environ 2 000 Juifs émigrent légalement de Rădăuți vers le nouvel État d'Israël. Il ne reste alors plus que 3 000 Juifs en ville. Ce n'est qu'en octobre 1958, que le gouvernement permettra de nouveau aux Juifs d'émigrer. En 1962, il ne subsiste plus que 800 Juifs à Rădăuți.
Actuellement, il existe trois synagogues en activité à Rădăuți.

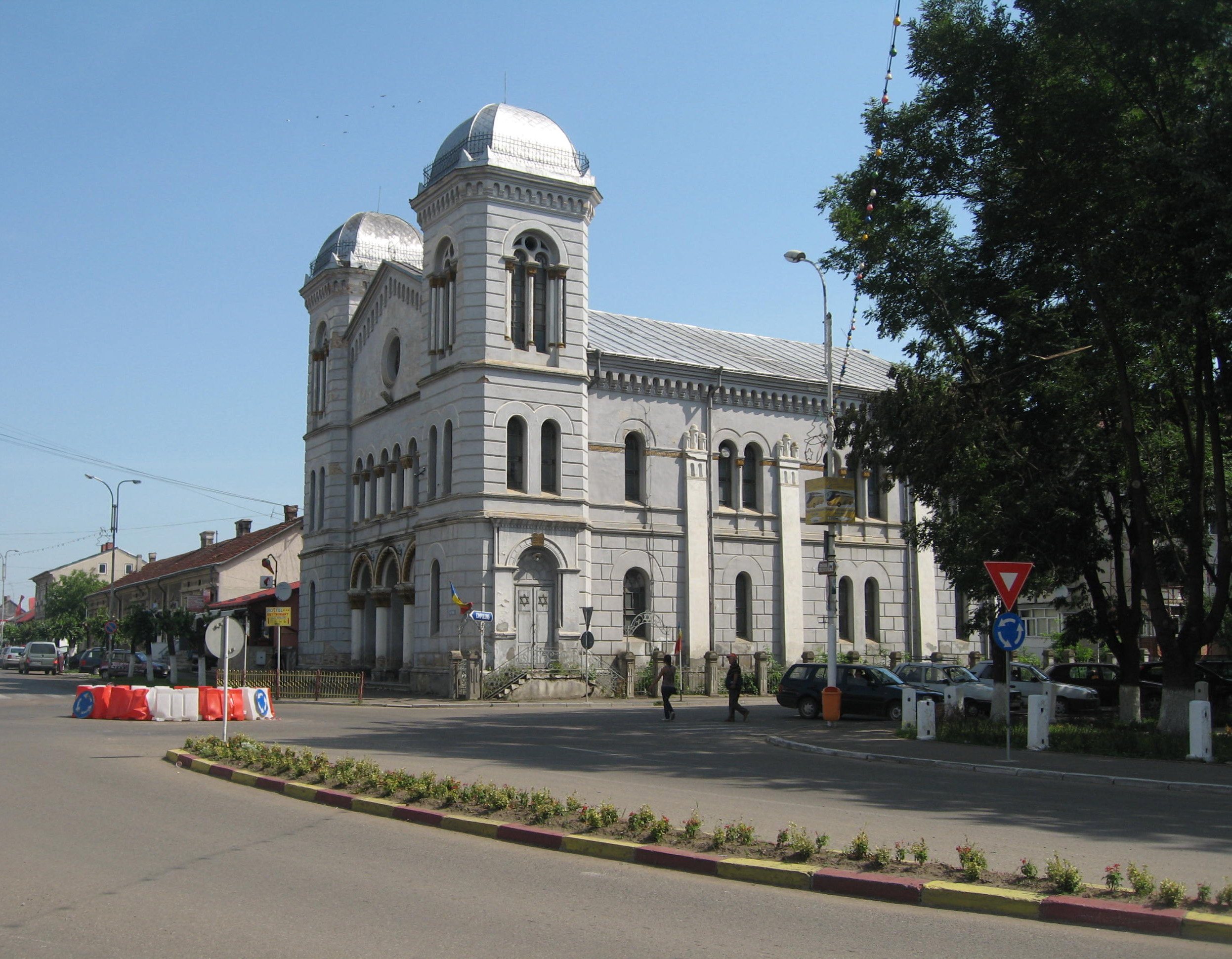
Le Grand Temple, vue de côté

## Le Grand Temple
La première synagogue de Rădăuți est construite au centre-ville en 1830 par Eliahu Gewölb.
En raison de la forte augmentation de la population juive de la ville, les synagogues deviennent vite trop petites, et en 1880, lors de la visite de l'empereur François-Joseph Ier à Rădăuți, une délégation de la communauté juive lui demande son appui pour l'obtention d'un terrain pour y édifier une grande synagogue. L'empereur donne son assentiment et offre un terrain au centre-ville près du parc. La construction du temple va traîner pendant plusieurs années en raison de nombreux désaccords sur le projet entre les Juifs orthodoxes et les Juifs réformés. Les orthodoxes veulent un temple construit dans le style traditionnel des synagogues tandis que les réformés désire un temple semblable à celui construit à Tchernivtsi, avec un dôme hémisphérique sur le dessus. Un compromis est obtenu en remplaçant le dôme par deux tours jumelles. L'aile ouest du bâtiment est réservée pour les femmes.
L'inauguration du bâtiment a lieu le 18 août 1883, jour, anniversaire de l'empereur François-Joseph et le premier office est célébré par le nouveau Grand-Rabbin de la ville Yitzhak Kunstadt.
Le Grand Temple de Rădăuți, de style mauresque, est un bâtiment de construction massive, avec deux tours couvertes d'un petit dôme, donnant à l'ensemble l'apparence d'une église orthodoxe. On pénètre dans la synagogue par trois portes situées sous trois arches plein cintre, soutenues par quatre colonnes massives. Au premier étage, au-dessus des portes, six fenêtres étroites à arc plein cintre, et au niveau du fronton, un œil-de-bœuf. Les tours possèdent chacune une fenêtre au niveau du rez-de-chaussée, deux fenêtres au premier et des fenêtres géminées au second étage. La décoration intérieure est un mélange de style Renaissance, baroque et mauresque.
L'activité religieuse de Rădăuți est dirigée par un grand-rabbin. Cette fonction est remplie successivement par Shapiro Hirsch (1861-1881), Kunstadt Yitzhak Rabin (1883-1909), le Dr Yaacov Hoffman (1912-1923), le Dr Yaacov Nacht (1925-1928), Shimshoni Dr Stein (1930-1932 et de 1933-1940), Yitzhak Rabinowitz (1932-1933) et Hornick Yisroel (1945-1947). Ce dernier est le dernier grand-rabbin de Rădăuți.
Le 17 mai 2005, des inconnus pénètrent à l'intérieur du temple en brisant une fenêtre. Après avoir forcé la serrure de l'Arche Sainte, ils prennent trois rouleaux de Torah qu'ils déroulent sur l'autel (Bimah) après avoir retiré leur manteau de velours brodé. Mais rien n'est volé.
Dans la publication de 2008, Seventy years of existence. Six hundred years of Jewish life in Romania. Forty years of partnership FEDROM-JOINT (Soixante ans d'existence. Six cens ans de vie juive en Roumanie. Quarante ans de partenariat FEDROM-JOINT) publiée par la Fédération des communautés juives de Roumanie et listant les synagogues roumaines, le Grand Temple de Rădăuți est en activité.

## Note
1. ↑  (ro):  Lista monumentelor istorice din județul Suceava din anul 2004
2. ↑  (en):  Oesterreichische Statistik, Vol. I. citat în The Golden Age of the Jews of Bukovina
3. ↑  (en):   History of the Jews in the Bukowina, chapitre “Radautz”
4. ↑  (ro):  Evenimentul, 26 mars 2008 - Rădăuți, roata norocului
5. ↑  (he):  Yad Vashem Institute - Pinkas Hakehillot Romania (Encyclopédie des communautés juives en Roumanie, Volume 2); chapitre: cap. Rădăuți; Jérusalem;  1980
6. ↑  (ro):  Templul Evreiesc din Rădăuți pe situl Biserici.org
7. ↑  (ro):  Institutul Național pentru Studierea Holocaustului din România "Elie Wiesel” - Caietele Institutului Național pentru Studierea Holocaustului din România „Elie Wiesel”, nr. 2/2007, p. 52, Anexa Nr. 2 "Profanări, distrugeri, furturi din sinagogi și cimitire evreiești în 2005-2006"
8. ↑  (en):  The Federation of Jewish Communities of Romania (FEDROM) - Seventy years of existence. Six hundred years of Jewish life in Romania. Forty years of partnership FEDROM – JOINT (2008), p. 71

- (ro) Cet article est partiellement ou en totalité issu de l’article de Wikipédia en roumain intitulé « Templul Mare din Rădăuți » (voir la liste des auteurs).